# Інкерман (Дарем)
Інкерман — колишнє село в графстві Дарем, Англія . Побудоване у 1854—1855 роках на невеликій відстані на північний захід від Тоу-Лоу для проживання шахтарів залізняку, воно було назване на честь переможної Інкерманської битви у Кримській війні, як і Балаклава, ще одне село графства Дарем. У 1930-х роках шахти в цьому районі були ліквідовані, а 1938 року село було знесене.
Сучасні карти зберегли назву кількох будинків навколо перехрестя A68 та Інкерманської дороги.